# Ведран Чорлука
Вѐдран Чо̀рлука (на хърватски Vedran Ćorluka) е бивш хърватски футболист, роден на 5 февруари 1986 г. в Дервента, Босна и Херцеговина (тогава Югославия). Той е роден в Модран, малко село край град Дервента.

## Ранни дни
Като малък играе в юношеските формации на Динамо Загреб, но не успява да изиграе нито един мач за мъжкия тим, и е изпратен под наем в Интер Запрешич. Там играе един сезон и помага на тима да стигне до второто място, преди да се върне в Динамо Загреб през 2005. Там се превръща в ключов играч в защитата на отбора. Успява и да помогне на отбора да спечели Първа хърватска футболна лига.

## Манчестър Сити
Чорлука подписва с Манчестър Сити на 2 август 2007 за 8 милиона евро и 21-годишния футболист получава 5-годишен контракт с отбора, но там отбелязва само един гол срещу Астън Вила в 38 мача и бива продаден в Тотнъм Хотспър. Изиграва последния си мач за отбора на 31 август 2008 срещу Съндърланд.

## Тотнъм
На 1 септември 2008 официално е обявено, че хърватина е част от отбора на „шпорите“ за 8.5 милиона евро и 6-годишен договор, там той се събира със своя най-добър приятел и също национал на Хърватия Лука Модрич. На 1 март 2009, Чорлука отбелязва единствената дузпа срещу Манчестър Юнайтед на финала на Карлинг Къп, загубен от дузпи от неговия Тотнъм.